# Proliferodiscus alboviridis
Proliferodiscus alboviridis är en svampart som först beskrevs av Pier Andrea Saccardo, och fick sitt nu gällande namn av Spooner 1987. Proliferodiscus alboviridis ingår i släktet Proliferodiscus och familjen Hyaloscyphaceae.   Inga underarter finns listade i Catalogue of Life.